# جایزه سلمان واکسمن در میکروبیولوژی
جایزه سلمان واکسمن در میکروبیولوژی (انگلیسی: Selman A. Waksman Award in Microbiology) یک جایزهٔ علمی است که توسط آکادمی ملی علوم ایالات متحده آمریکا به منظورِ «ارج‌نهادن به تعالی و برتری در حیطهٔ میکروب‌شناسی» اهدا می‌شود.
این جایزهٔ نام خود را از سلمان آبراهام واکسمن زیست‌شیمیدان و میکروبیولوژیست برجستهٔ اوکراینی-آمریکایی می‌گیرد و از سال ۱۹۶۸ میلادی تا کنون اهدا شده‌است.
این جایزه شامل مبلغ نقدیِ ۵۰۰۰ دلار آمریکا و یک لوح تقدیر است.
برخی از برندگان این جایزه عبارتند از: کارل وُز، ژولیوس آدلر و رناتو دولبکو